# Greenland Park River Block A
Le Greenland Park River Block A est un gratte-ciel en construction à Hefei en Chine. Il s'élèvera à 213 mètres. Son achèvement est prévu pour 2021. 